# 165 aC
El 165 aC va ser un any del calendari romà prejulià. Durant la República i l'Imperi Romà es coneixia com l'Any del Consolat de Torquat i Octavi o també any 589 Ab urbe condita o de la fundació de la ciutat). L'ús del nom «165 aC» per referir-se a aquest any es remunta a l'alta edat mitjana, quan el sistema Anno Domini va ser el mètode de numeració dels anys més comú a Europa.

## Esdeveniments

### Antiga Grècia
- Càrops el jove es converteix en tirà de l'Epir, i exerceix la tirania d'una manera tant cruel que Polibi el descriu com un monstre de crueltat. La seva mare, Filota, el secunda.[2]

### Síria Palestina
- Judes Macabeu derrota prop d'Emmaús un exèrcit que Lísies havia enviat en nom del rei selèucida Antíoc IV Epífanes dirigit pels generals Ptolemeu fill de Dorímenes, Nicànor i Gòrgies.[3]

### Antiga Roma
- Tit Manli Torquat i Gneu Octavi són elegits cònsols romans.[4]
- Sext Juli Cèsar, que aquest any és edil curul, dona un gran espectacle als jocs megalenses, en unió del seu col·lega Gneu Corneli Dolabel·la.[5] En aquests jocs s'estrena l'obra Hecyra (La sogra), de Terenci.[6]

## Naixements
- Sima Tan, historiador i astròleg xinès, iniciador del Shiji o Registres del Gran Historiador.[7]

## Necrològiques
- Perseu, darrer rei de Macedònia, fet presoner l'any 167 aC i desterrat a Alba Fucens (Latium) es deixa morir de gana. Segons alguns relats mor perquè els seus guardians no el deixaven dormir.[8][9]